# Coniochaetales
Coniochaetales es un orden de hongos en la clase Sordariomycetes. El orden es monotípico y contiene la familia Coniochaetaceae, históricamente ubicada en el orden Sordariales. Sin embargo, esta ubicación taxonómica ha sido desafiada por otras autoridades, y se ha propuesto que Coniochaetales incluya la familia Coniochaetaceae. Las especies en esta familia se caracterizan por tener hendiduras de germen en las ascasporas, una característica morfológica que le distingue de las especies de Sordariaceae. Investigaciones filogenéticas realizadas en 2006 indicaron que cuatro géneros en la familia Coniochaetaceae, Coniochaeta, Coniochaetidium, Ephemeroascus, y Poroconiochaeta, no eran monofiléticas, y todas fueron convertidas en sinónimos de Coniochaeta.